# Planetary
Planetary è una serie statunitense di fumetti creata da Warren Ellis (testi) e John Cassaday (disegni) nel 1998, pubblicata dall'etichetta WildStorm della DC Comics. È tradotta in italiano dall'editore Magic Press.
Planetary è anche il nome del gruppo protagonista delle avventure narrate, composto da 3 membri (Elijah Snow, Jakita Wagner e Drummer). Planetary comparve la prima volta in Gen¹³ n. 33 e C-23 n. 6 del settembre 1998. Il numero 1 di Planetary uscì con data di copertina aprile 1999.
Inizialmente era prevista una durata di 24 numeri con periodicità bimestrale, ma a causa di un periodo di malattia di Ellis e di altri impegni di Cassaday la serie venne interrotta tra il 2001 e il 2003. È stata ripresa ma lo stesso Ellis il 25 ottobre 2006 ne ha annunciato la conclusione con il numero 26, a cui è seguito un numero di epilogo.
Laura Martin ha colorato quasi tutti gli albi.

## Cross over
- Planetary/The Authority: Ruling the World
- Planetary/Batman: Night on Earth
- Planetary/JLA: Terra Occulta